# Luca Borgogno
Luca Borgogno (Cuneo, 27 aprile 1993) è un pallavolista italiano, schiacciatore della Pallavolo Alba.

## Carriera

### Club
La carriera di Luca Borgogno inizia nel 2009 nelle giovanili del Piemonte di Cuneo: nella stagione 2010-11 passa alla squadra che disputa il campionato di Serie B2, dove resta per due annate.
Nella stagione 2012-13 passa al Porto Ravenna, in Serie B1, debuttando poi nella pallavolo professionista nell'annata seguente, quando viene ingaggiato dal Corigliano Volley in Serie A2. Nella stagione 2014-15 esordisce in Superlega ingaggiato dalla BluVolley Verona.
Per il campionato 2015-16 è nuovamente in serie cadetta vestendo la maglia dell'Impavida Ortona, stessa categoria dove milita nell'annata 2016-17, ingaggiato dall'Alessano, e da quella seguente, con il Mondovì, a cui è legato per quattro annate. Nella stagione 2021-22 difende i colori della New Mater, sempre in Serie A2, mentre nella stagione successiva fa ritorno in Piemonte vestendo la maglia della Pallavolo Alba, neopromossa in Serie B.

### Nazionale
Negli anni delle giovanili fa parte sia della nazionale under 19 che della under 20 con cui si aggiudica la medaglia d'oro al campionato europeo under 20 2012; nel 2013 con la nazionale under 21 vince la medaglia di bronzo al campionato mondiale di categoria.
Nel 2014 ottiene le prime convocazioni nella nazionale italiana, mentre l'anno seguente con la nazionale under 23 si aggiudica il bronzo al campionato mondiale 2015.

## Palmarès

### Nazionale (competizioni minori)
- Campionato europeo under 20 2012
- Campionato mondiale under 21 2013
- Campionato mondiale under 23 2015

### Premi individuali
- 2012 - Campionato europeo under 20: Miglior servizio